# Římskokatolická farnost Petrovice
Římskokatolická farnost Petrovice (lat. Peterswalda) je církevní správní jednotka sdružující římské katolíky na území obce Petrovice a v jejím okolí. Organizačně spadá do ústeckého vikariátu, který je jedním z 10 vikariátů litoměřické diecéze.

## Historie farnosti
Již v roce 1384 byla ve farní lokalitě plebánie. Matriky jsou vedeny od roku 1748. V roce 1785 zde byla kanonicky obnovena farnost.

## Duchovenstvo a zasvěcený život

### Duchovní správcové vedoucí farnost
Začátek působnosti jmenovaného v duchovní správě farnosti od:
- 1787 Ambrosius Adrian Strobach OFM Cap. n. 1749, † 12. 12. 1794
- 1791 Franc. Reinich (Franz Reinisch) n. 1748, † 4. 2. 1810
- 1792 Anton Gaebler (Gäbler, Gaeble), n. 1750, † 14. 1. 1794
- 1794 Michael Bernard Antonín Polc OFM Cap., n. 1730, † 3. 4. 1807
- 1794 Anton. Klug, n. 25. 10. 1756 Falkenaviens, o. 24. 9. 1781, † 2. 10. 1833 Wernstadt
- 1804 Jos. Zuhr, n. 29. 3. 1757, Lidečko, o. 27. 8. 1786, † 21. 3. 1830
- 1821 Franc. Schöbnitz, n. 24. 12. 1781 Teplitz, o. 31. 8. 1807, † 20. 5. 1839
- 1822 Bern. Krühner, n. 20. 12. 1779 Osegg, o. 8. 9. 1804
- 1825 admin. Max. Pietschmann
- 1827 Josef Franzl, n. 10. 10. 1784 Johnsdorf, o. 30. 8. 1808, † 18. 8. 1856
- 1857 par. vacat, admin. int. Franc. Fiedler
- 1858 Josef Hille, n. 15. 2. 1807 Schönav, o. 28. 9. 1832, † 23. 2. 1878
- 1878 par. vacat, admin. int. Mart. Durnwalder
- 1879 Jacob. Knechtel, n. 25. 7. 1830 Hasel, o. 25. 7. 1854, † 21. 9. 1907
- 1883 Joann. Pleschke, n. 9. 9. 1834 Kreibic., o. 31. 7. 1860, † 15. 6. 1898
- 1889 par. vacat, admin. int. Franc. Ječmen
- 1890 Josef Hille, n. 2. 3. 1849 Schönav., o. 21. 7. 1872, † 31. 5. 1909
- 1897 par. vacat, admin. int. Franc. Symon
- 1898 Alois. Šklíba, n. 29. 8. 1861 Rychnov, o. 17. 5. 1885, † 12. 6. 1932
- 1932 Joann. Stiel, n. 24. 9. 1897 Roßhaupt, o. 25. 6. 1922
- 1. 10. 1942 Roman. Endtrich, n. 25. 3. 1912 Schluckenau, o. 27. 6. 1937
- 1. 7. 1946 Eduard Schönbach-Nitsche
- 2. 4. 1952 Franc. Kubaš
- 10. 11. 1951 Anton. Grus
- 1. 1. 1952 Ladislav Vybíral
- 1. 7. 1954 Jaroslav Huslík
- 1. 10. 1958 Josef Schwarz
- 1. 8. 1961 Ferdinand Mánek
- 8. 11. 1961 Jan Pohl
- 15. 3. 1965 Benno Rössler, admin. exc.
- 15. 2. 1978 Jiří Kabát, CSsR., admin. exc. z Jílového u Děčína
- 1. 7. 1986 Richard Kavan
- 1. 7. 1988 Milan Matfiak
- 1. 9. 1988 Richard Kavan
- 1. 11. 1989 Jan Bahník
- 1. 11. 1990 František Jirásek
- 15. 8. 1991 Viktor Maretta
- 1. 2. 1992 Antonín Sporer
- 1. 7. 1999 Pavel Jančík
- 1. 7. 2002 Miroslav Šimáček, admin. exc. z Ústí nad Labem
- 15. 7. 2025 Martin Davídek, admin. exc. z Ústí nad Labem[3]

Kromě kněží stojících v čele farnosti, působili ve farnosti v průběhu její historie i jiní kněží. Většinou pracovali jako farní vikáři, kaplani, katecheté, výpomocní duchovní aj.

### Kněží – rodáci
- P. Augustin Beyl (* 22. 5. 1754 v Petrovicích, ord. 1777, † 20. 11. 1793 v Krásné Lípě)
- P. Antonius Prokopius Hicke (Hike) (* 13. 6. 1783 v Petrovicích, ord. 31. 8. 1807, † 7. 3. 1848 v Ústí nad Labem)
- P. Franz Kretzer (* 24. 10. 1801 v Petrovicích, ord. 2. 9. 1829, † 12. 9. 1869 v Žimi)
- J.M. čestný kanovník Eduard Schönbach-Nitsche (* 28. 1. 1872 v Petrovicích, ord. 7. 7. 1895, † 13. 3. 1951 Krásný Les)
- P. Anton Nitche (* 13. 1. 1875 v Petrovicích, ord. 14. 7. 1901, † 21. 7. 1913 Chomutov)
- P. Augustin Grohmann (* 1. 9. 1880 v Petrovicích, ord. 16. 7. 1905, † 26. 10. 1943 Bohosudov)

### Řeholní sestry – rodačky
- S.M. Adalberta Cassiolis Botschen (* 7. 10. 1860 v Petrovicích) – boromejka
- S.M. Julia Anna Marie Krauspenhaar (16. 9. 1861 v Petrovicích) – boromejka

## Území farnosti
Do farnosti náleží území těchto obcí:
- Petrovice (Peterswald[p 2])
- Nový Dvůr (Neuhof[p 2])

## Římskokatolické sakrální stavby a místa kultu na území farnosti
| | Fotografie | Stavba              | Místo     | Bohoslužby                      | Zeměpisné souřadnice             | Status       | Číslo kulturní památky                      |
| Kostel | Kostel     | Kostel              | Kostel    | Kostel                          | Kostel                           | Kostel       | Kostel                                      |
| --- | ---------- | ------------------- | --------- | ------------------------------- | -------------------------------- | ------------ | ------------------------------------------- |
| 1. |            | Kostel sv. Mikuláše | Petrovice | bližší informace o bohoslužbách | 50°47′23″ s. š., 13°58′29″ v. d. | farní kostel | 42729/5-224 (Pk•MIS•Sez•Obr•WD) (Q18564509) |
| Některé drobné sakrální stavby a pamětihodnosti lze dohledat zde v databázi Drobné sakrální památky Zaniklé sakrální stavby lze dohledat zde v databázi Poškozené a zničené kostely, kaple a synagogy v České republice |            |                     |           |                                 |                                  |              |                                             |

Ve farnosti se mohou nacházet i další drobné sakrální stavby, místa římskokatolického kultu a pamětihodnosti, které neobsahuje tato tabulka.

## Příslušnost k farnímu obvodu
Z důvodu efektivity duchovní správy byl vytvořen farní obvod (kolatura) farnosti Ústí nad Labem, jehož součástí je i farnost Petrovice, která je tak spravována excurrendo.